# 拉里大屠殺
拉里大屠杀（英語：Lari massacre），是茅茅起义间的慘劇。97人遇害，包括保皇派的國民軍成员，但多數被害人為國民軍的家人。遇害者包括当地著名保皇派人士Luka Kangara。